# Castello di Cairnburgh
Il castello di Cairnburgh è un castello in rovina del XIII secolo: si trova sulle isole di Cairn na Burgh Mòr e Cairn na Burgh Beag, situate all'estremità delle isole Treshnish: nel 1991 il The Changing Scottish Landscape lo definisce come uno dei castelli più strani e isolati della Gran Bretagna.

## Storia e descrizione
Il castello, che potrebbe essere stata una fortificazione vichinga chiamata Kiarnaborg, ha avuto diversi proprietari fino da quando si hanno le prime notizie, ossia nel 1249: nel XIII è menzionato nella Hákonar saga Hákonarsonar come proprietà della famiglia di Somerled. Sul Gazetteer for Scotland viene riportato che dal 1249 al 1269 il castello era di proprietà del clan MacDougall, discendenti di Somerled. Quando il clan MacDougall sostenne Giovanni di Scozia contro Roberto I di Scozia nelle guerre d'indipendenza scozzesi, la Corona conquistò il castello. Temporaneamente occupato dal clan MacDonald, divenne in seguito proprietà del clan Maclean: in questo periodo fu al centro di diversi conflitti ma sempre ben difeso; nel 1504 fu assediato da Giacomo IV di Scozia quando i Maclean appoggiarono Domhnall Dubh, capo del clan Donald. Fu brevemente conquistato nel 1647, durante la guerra dei tre regni, dal generale David Leslie. Nel decennio successivo fu dato alle fiamme dalla New Model Army di Oliver Cromwell: durante l'incendio vennero probabilmente persi un gran numero di manoscritti che erano stati portati al castello dall'abbazia di Iona, dopo che la legge del 1561 chiedeva la distruzione di tutti i monumenti d'idolatria. Resistette poi all'attacco del clan Campbell nel 1679 ma capitolò nel 1692. Nel 1715 e nel 1745 fu usato come rifugio per le truppe dal governo durante i moti giacobiti. Nel 1759, al suo interno, nacque Isabella Kelly.
Il castello ha la caratteristica di avere il suo sistema difensivo posto tra due isole: su quella di Cairn na Burgh Mòr si trova una caserma, una cappella, un cortile e una casa di guardia, mentre sull'isola di Cairn na Burgh Beag un'altra casa di guardia e un pozzo.